# Narbonne-Plage
Narbonne-Plage – miejscowość nadmorska w gminie Fleury, w departamencie Aude, w regionie Oksytania, we Francji. 
Miejscowość położona jest na Côte d'Améthyste – zachodniej części wybrzeża Zatoki Lwiej. Na północ od Narbonne-Plage położona jest miejscowość nadmorska Saint-Pierre-la-Mer, natomiast na południu usytuowana jest inna miejscowość nadmorska Les Ayguades (już na terenie gminy Gruissan). Miejscowość znajduje się na terenie Parku Regionalnego Narbonnaise en Méditerranée.